# Адріан Зелькович
Адріан Зелькович (словен. Adrian Zeljković, нар. 19 серпня 2002, Марібор, Словенія) — словенський футболіст, опорний півзахисник словацького клубу «Спартак» (Трнава) та національної збірної Словенії.

## Ігрова кар'єра

### Клубна
Адріан Зелькович є вихованцем словенських клубів «Марібор» та «Целє». 
У листопаді 2020 року футболіст дебютував на професійному рівні, вийшовши на поле у складі столичної «Олімпії» у матчі чемпіонату Словенії. В «Олімпії» Зелькович провів лише чотир матчі, а з 2021 року виступав у клубі «Табор».
Вілтку 2023 року Зелькович перейшов до словацького клубу «Спартак» (Трнава), з яким підписав контракт на чотири роки. Також у складі «Спартака» Зелькович дебютував на міжнародному рівні, граючи на груповому етапі Ліги конференцій.

### Збірна
20 січня 2024 року у товариському матчі проти команди США Адріан Зелькович вперше вийшов на поле у складі національної збірної Словенії.
Влітку 2024 року футболіст отримав виклик до національної команди для участі у Євро - 2024 в Німеччині.

## Титули і досягнення
- Володар Кубка Словенії (1):

«Олімпія»: 2020-21
- Володар Кубка Словаччини (1):

«Спартак» (Трнава): 2024-25